# Henry Lehrman
Henry Lehrman (Wenen, Oostenrijk-Hongarije, 30 maart 1886 – Hollywood, 7 november 1946) was een Amerikaans filmregisseur, acteur, filmproducent en scenarioschrijver.

## Biografie
Henry Lehrman werd in 1886 geboren in Wenen, Oostenrijk-Hongarije en emigreerde op jonge leeftijd naar Amerika. Hij begon zijn carrière als acteur in 1909 bij de Biograph Studios onder regie van D.W. Griffith. Hij kreeg de bijnaam "Pathé" omdat hij naar zeggen werk als acteur verkregen had doordat hij aan de bazen van de filmstudio verteld had dat hij vanuit Europa gestuurd was door de gebroeders Pathé. In zijn eerste film Nursing a Viper acteerde hij in de menigte naast een ander acteur Mack Sennett. Enkele jaren later was hij een succesvol acteur en maakte hij samen met Sennett zijn regiedebuut voor Biograph. Wanneer Sennett kort daarna zijn eigen Keystone Studios opricht, volgt Lehrman hem en werkte als acteur, scenarioschrijver en de eerste regisseur van Charlie Chaplin. Einde 1914 richtte hij zijn eigen studio L-KO Kompany op en begon hij kortfilms te maken voor Universal Studios. Lehrman was gekend om zijn minachting ten opzichte van acteurs en zijn bereidheid deze in gevaarlijke situaties te brengen, wat hem de bijnaam "Mr. Suicide" opleverde. Vanaf 1916 stopte hij met acteren en legde zich volledig toe op het regisseren en produceren van films. In 1917 verliet hij de L-KO Kompany en verkaste hij naar de Fox Film Corporation. In 1920 begon hij een relatie met de jonge actrice Virginia Rappe maar die in september 1921 overleed na een feestje, georganiseerd door Roscoe 'Fatty' Arbuckle. De volgende twee jaren na haar dood bleef Lehrman inactief in de filmwereld. Intussen huwde hij met de actrice Jocelyn Leigh in 1922 waarvan hij enkele jaren later scheidde. In 1924 nam hij het aanbod aan van de Fox Film Corporation om terug te keren en de regie op zich te nemen van hun "Sunshine Comedies". Hij bleef daar tot einde jaren 1920 tot de introductie van de geluidsfilm. Hij regisseerde twee geluidsfilms voor Fox in 1929 maar kon de overgang niet goed aan en werd door Fox aan de deur gezet. Twee jaar later deed hij nogmaals een poging als schrijver en regisseur van een komisch kortfilm A Butter 'n' Yeggman voor Universal Pictures. Lehrman stierf op 60-jarige leeftijd aan een hartinfarct in 1943 en werd op het Hollywood Memorial Park Cemetery begraven naast Virginia Rappe.

## Filmografie
Tussen 1909 en 1931 acteerde Lehrman in 86 films, regisseerde 106 films en was producent van 264 films.